# Andrena aino
Andrena aino är en biart som beskrevs av Tadauchi, Hirashima och Matsumura 1987. Andrena aino ingår i släktet sandbin, och familjen grävbin. Inga underarter finns listade i Catalogue of Life.